# Bandar Abbas

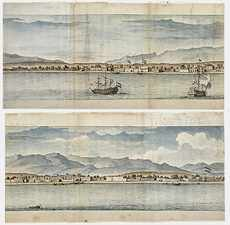
Bandar Abbas, ehemals Gamron, auf einer Zeichnung eines dänischen Künstlers, 1704

Bandar Abbas (persisch بندر عباس, DMG Bandar Abbās, ‚Hafen des Abbas‘) ist die Hauptstadt der Provinz Hormozgan im Süden Irans am Persischen Golf und eines der Hauptquartier der iranischen Marine.
Benannt ist die Stadt nach dem im 17. Jahrhundert gestorbenen Schah Abbas I. Sie besitzt den größten Hafen Irans und war lange bekannt unter dem Namen Gamron. 2016 hatte sie 526.648 Einwohner. Der Stadt vorgelagert ist die Insel Hormus.
Vom internationalen Flughafen kann man neben den Inlandszielen auch das nahe gelegene Dubai und Schardscha in den Arabischen Emiraten anfliegen. Über den Landweg sind es 1331 km bis zur Hauptstadt Teheran.

## Geschichte

### Entstehung
Die Ortschaft, die heute den Namen Bandar Abbas trägt, war bereits zur Zeit Dareios I. eine bedeutende Hafenstadt. Im Laufe ihrer langen Geschichte wechselte die Stadt mehrfach ihren Namen. Nach der Eroberung Persiens durch Alexander erhielt die Stadt den Namen Hormirzad.
1507 besetzten die Portugiesen die Stadt Šahrū und gaben ihr den Namen Comorão, was im Englischen zu Gamron wurde. 1615 gelang es dem Safawiden-Schah Abbas I. mit Unterstützung eines aus Bandar-e Dschask gekommenen Geschwaders der East India Company, die Insel Hormoz samt dem auf ihr errichteten Hafen der portugiesischen Herrschaft zu entreißen. 1623 ließ er den Hafen auf das Festland verlegen und gab der dortigen Stadt ihren heutigen Namen Bandar Abbas. Sir Thomas Herbert gab in seinen Reisen in Persien (1627–1629) den internationalen Namen der Ortschaft mit Gamrou, Gomrow oder Cummeroon an.
Obwohl die Stadt den Haupthafen der Safawiden besaß, wuchs sie nur langsam. Um 1670 wurde die Anzahl der Häuser auf 1400 bis 1500 geschätzt. Diese Tatsache ist vor allem auf die schlechte Versorgungslage mit frischem Wasser und Lebensmitteln zurückzuführen, da aufgrund der großen Hitze und Trockenheit im Sommer in der Region kein landwirtschaftlicher Anbau möglich war.
Dennoch entwickelte sich die Stadt zum zentralen Warenumschlagsplatz. Der Handel mit Großbritannien, Indien und den Niederlanden wurde über den Hafen der Stadt abgewickelt. Der Gewürzimport aus den Niederlanden machte diese zu einflussreichen Handelspartnern.

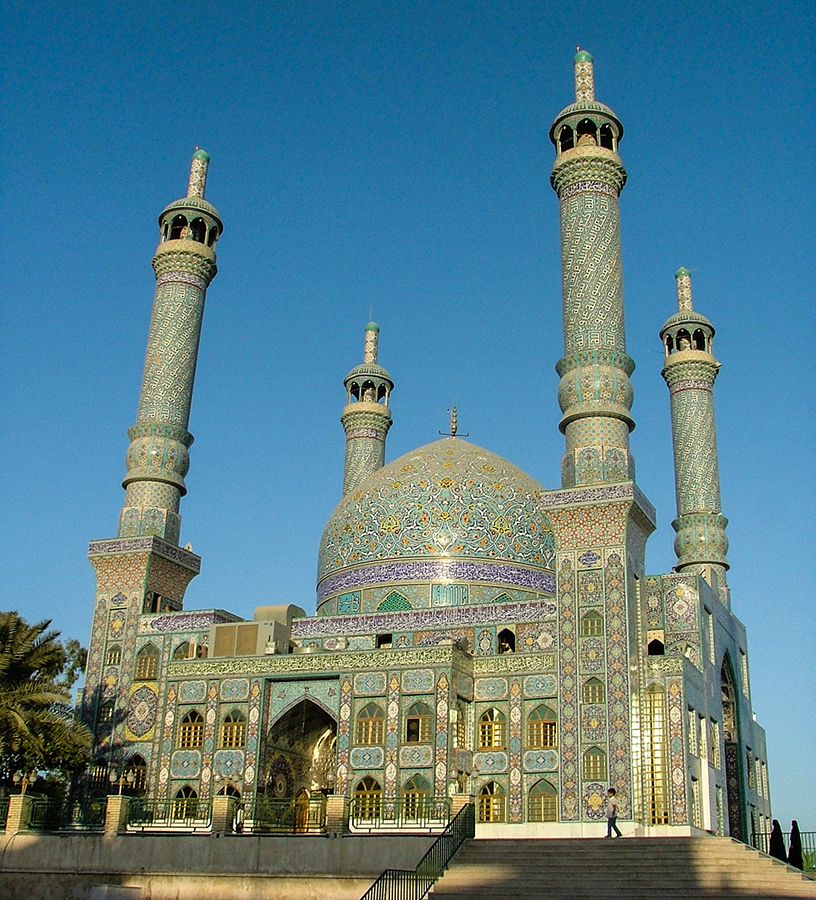
Imamzade Seyyed Mozzafar (Moschee)

### Verfall
Im Zuge der Erhebung und Invasion der Afghanen 1722 und dem Ende der Safawiden-Dynastie fielen fünf Jahre später einige tausend Belutschen über Bandar Abbas her und plünderten große Teile der Handelseinrichtungen. 1736 etablierte sich die Afschariden-Dynastie, deren erster Schah Nadir Schah Bandar Abbas unberücksichtigt ließ und stattdessen Buschehr zur wichtigsten Hafenstadt aufbaute, die näher an den wichtigen Städten Schiras und Isfahan lag. Bis 1762 verließen selbst die britischen und niederländischen Fabriken und Niederlassungen die Stadt.
Bandar Abbas fiel nun in die Hände der omanischen Sultane, die der britischen Ostindien-Kompanie gestatteten, die Stadt zu betreten. Es gab mehrfach persische Überfälle auf Bandar Abbas und die Stadt erwies sich wiederholt als Belastung für den Oman. 1868 übernahmen die Kadscharen die Kontrolle über Bandar Abbas. Die Stadt wurde in dieser Zeit von Cholera heimgesucht, dennoch entwickelte sich erneut Seehandel über den Hafen. Haupthandelspartner waren erneut Indien und Großbritannien, das britische Konsulat wurde 1900 wiedereröffnet.

### Wiederaufstieg

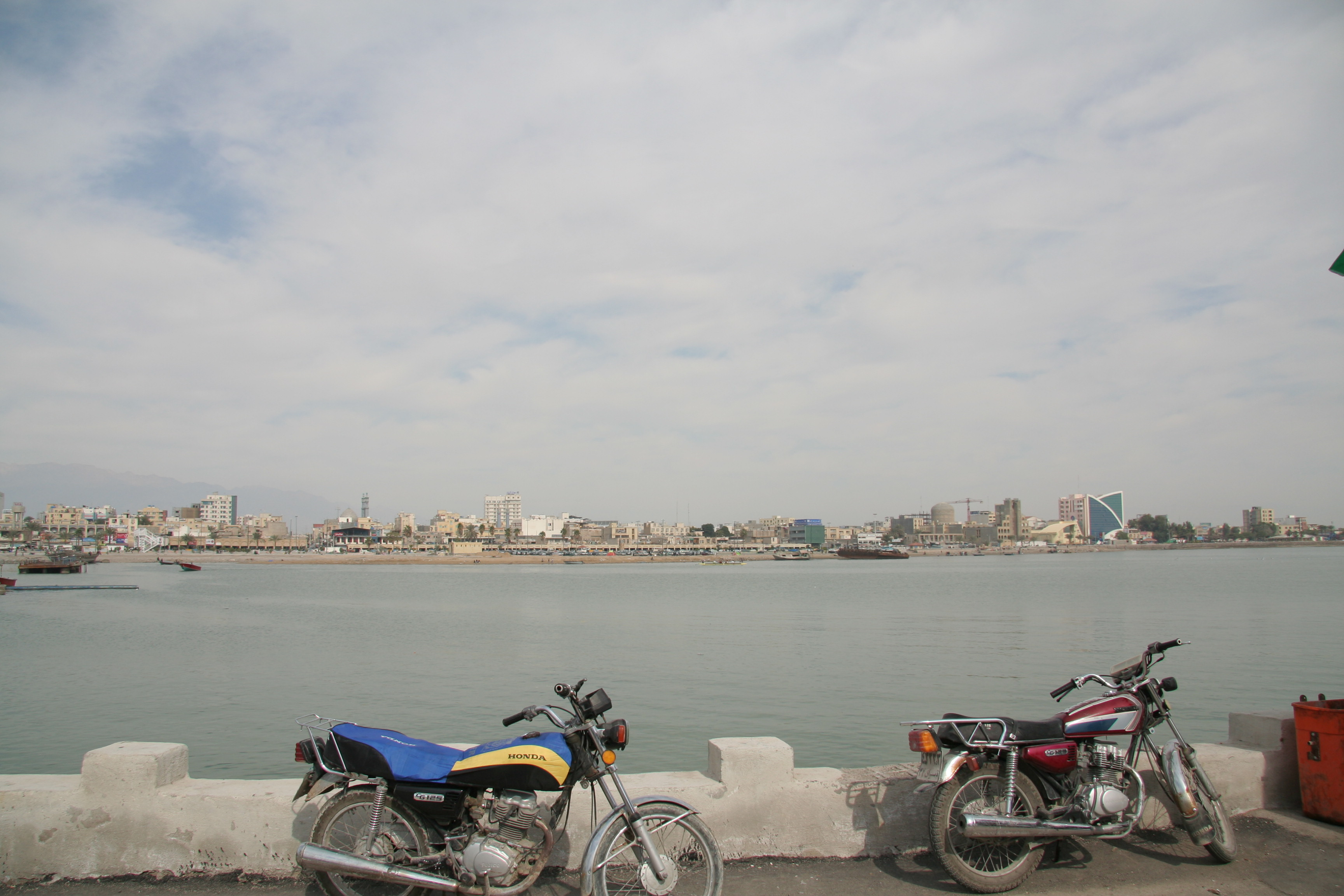
Bandar Abbas 2007

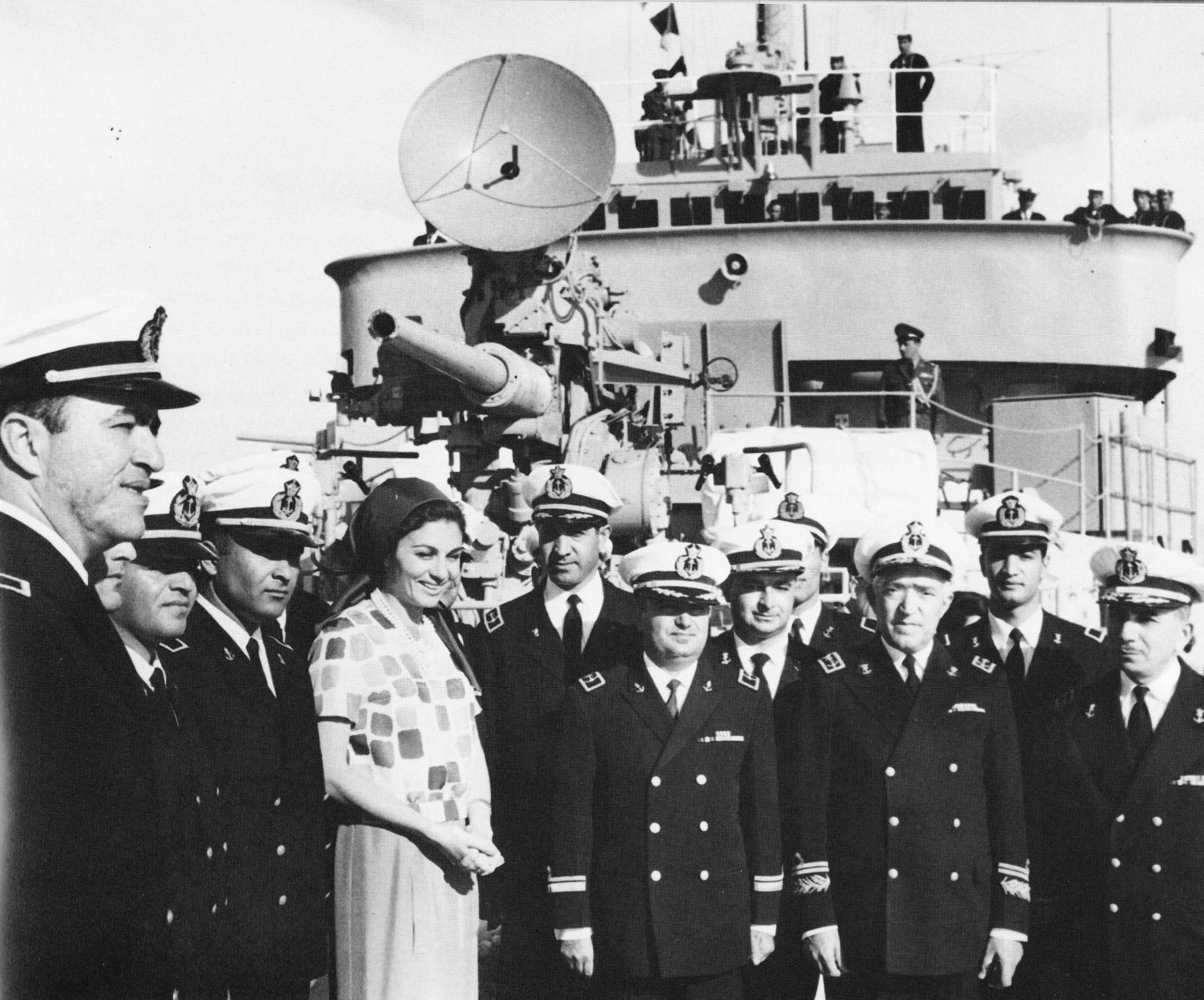
Schahbanu Farah Pahlavi besucht die iranische Marine in Bandar Abbas (1966)

Im 20. Jahrhundert erholte sich die Wirtschaft zunächst nur langsam. Unter Reza Schah Pahlavi wurden eine Spinnerei und eine Fischverarbeitungsfabrik in Bandar Abbas errichtet. Die Bevölkerung wuchs weiterhin nur langsam. Schätzungen gehen 1928 von 20.000, 1937 von 15.000 bzw. 11.000 und 1956 von 17.710 Einwohnern aus. Die Mehrheit der Bewohner der Stadt waren Schiiten.
1964 wurde der Bau eines neuen Hafens 8 km südwestlich des Stadtkerns beschlossen, der 1967 eröffnet wurde. Der Hafen wurde schnell zu einem wichtigen Umschlagplatz für Erz aus der Region. Bereits 1973 wurden 300.000 Bruttoregistertonnen verladen. Ebenfalls 1973 wurde Bandar Abbas zu einem Hauptquartier der iranischen Marine und an das Autobahnnetz des Landes angeschlossen. 1966 wurde ein neues Fernsehgebäude im Stil der lokalen Architektur errichtet, das später einen Architekturpreis der Aga-Khan-Stiftung erhielt. Planung und Koordination hatte das Büro von Farah Pahlavi übernommen.
Mit dem wirtschaftlichen Aufschwung und der neuen politischen Bedeutung stiegen auch die Bevölkerungszahlen schnell. 1966 lebten rund 34.000 Menschen in Bandar Abbas, 10 Jahre später waren es bereits knapp 90.000, nur die Region um die Landeshauptstadt Teheran hatte noch größere Wachstumsraten.
In den 1990er Jahren liefen 75 % der Importe aus dem Persischen Golf über den Hafen in Bandar Abbas.

## Klima

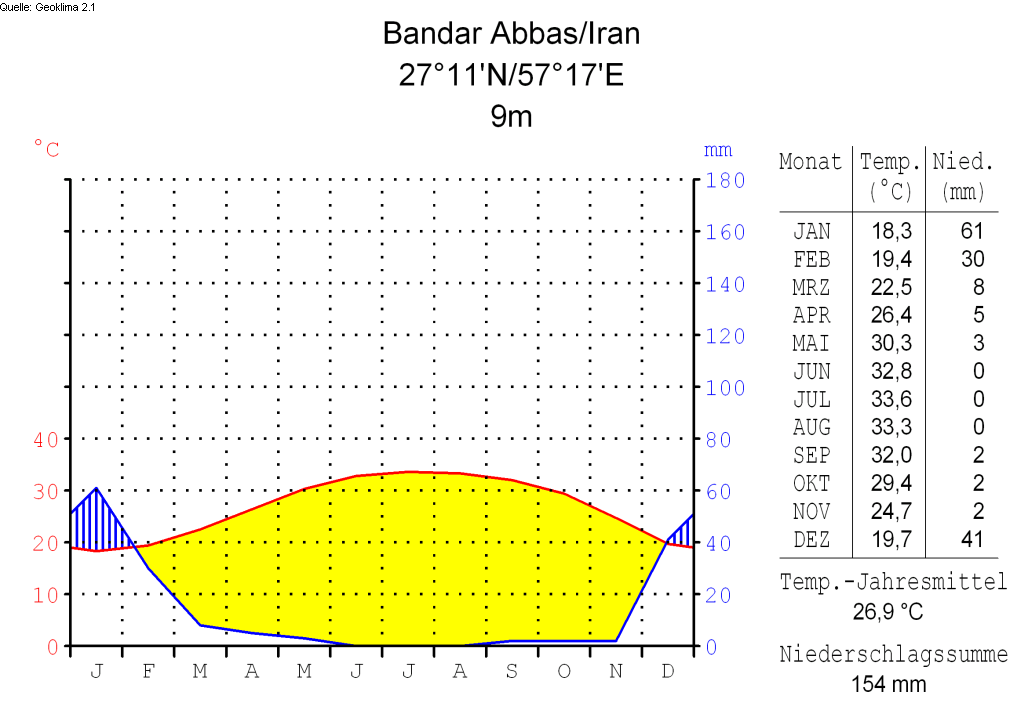
Klimadiagramm von Bandar Abbas

Bandar Abbas ist ein beliebtes Winterreiseziel der Iraner, da die Temperaturen im Winter bei angenehmen 25 bis 28 °C am Tag liegen, während sie im Sommer durchaus bis auf 45 °C ansteigen können. Hinzu kommt dann eine unerträgliche Schwüle.

## Verkehr
Der Hafen Bandar Abbas ist einer der bedeutendsten Übersee-Häfen Irans. Der in Schahid Radschai gelegene Containerhafen gehört auch dazu. Dort kam es am 26. April 2025 zu einer schweren Explosion, wobei über 800 Menschen verletzt wurden und mindestens 25 Menschen starben.
Bandar Abbas ist der südliche Endpunkt der Nord-Süd-Eisenbahn.
Östlich der Stadt befindet sich der internationale Flughafen Bandar Abbas. Von dort gibt es Direktverbindungen nach Teheran und Dubai.

## Persönlichkeiten
- Mohammad Amini (* 2005), Basketballspieler
- Kasra Nouri (* 1990), politischer Aktivist
- Samaneh Atef (* 1989), autodidaktische Künstlerin